# Marcha del Orgullo de Gran Manila
La Marcha y Festival del Orgullo de Gran Manila es un desfile del orgullo anual en  Gran Manila, Filipinas, organizado por la organización Metro Manila Pride (MM Pride).

## Historia

### Era de la Fundación Reach Out (1996-1998)
El primer Orgullo de Gran Manila se celebró en 1996. Esta edición se considera a menudo como el primer desfile del orgullo en Filipinas, con el desfile Stonewall Manila de 1994 del MCC y Progay y la Marcha Lésbica de 1993 como contendientes para este reconocimiento. Se cree que la marcha de 1996 tuvo un número relativamente mayor de asistentes.
La Fundación Reach Out (ROF), una red de lucha contra VIH/SIDA, fue originalmente la organización líder de la marcha del Orgullo de Gran Manila. ROF proporcionó la financiación mientras que otras organizaciones afiliadas se vieron relegadas a proporcionar apoyo logístico.
La marcha inaugural, denominada Solidaridad 96, fue calificada por sus organizadores como la "primera marcha del orgullo gay y lésbico en el Sudeste Asiático", con 30 organizaciones presentes. Después de 1998, ROF renunció a su papel de líder de la organización de la marcha.

### Era del Task Force Pride (1999-2015)
Cuando Akbayan ganó un asiento en la Cámara de Representantes en 1998 a través del sistema de listas de partidos, tuvo consultas con varias organizaciones LGBT que llevaron a la creación de LAGABLAB, que es un grupo de defensa que se centró en la legislación de lobby y Task Force Pride (TFP) que se haría cargo de las tareas de organización de la marcha del orgullo de ROF a partir de 1999.
La marcha del Orgullo de Gran Manila tendría que hacer frente a la retirada de fondos del ROF, que dependería de donaciones de grupos LGBT. LAGABLAB tendría que lidiar con varios años de inactividad y el TFP tendría épocas con solo tres miembros activos.
En 2003, el TFP trasladó la fecha del evento anual a diciembre. A partir de la edición de 2015, la marcha del orgullo se celebra nuevamente cada mes de junio.  Fue entonces cuando la asistencia empezó a aumentar exponencialmente.

### Iteración actual (2016–)
Se organizaría el Orgullo de Gran Manila (MM Pride), que se haría cargo de la conducción de la marcha del orgullo de manos de Task Force Pride desde la edición de 2016. 
La edición de 2019 contó con 70.000 asistentes y la marcha del Orgullo de Gran Manila sería considerada por sus organizadores como la "más grande del Sudeste Asiático".
Para 2020 y 2021, el evento se realizó de manera virtual debido a la pandemia de COVID-19.

## Ediciones
| Año  | Temática | Estimación de número de asistentes | Notas                                           |
| ---- | --- | ---------------------------------- | ----------------------------------------------- |
| 2012 | | 1,500                              | [ 10 ]                                          |
| 2013 | | 1,000                              | [ 11 ]                                          |
| 2014 | | 1,000+                             | [ 12 ]                                          |
| 2015 | | 2,000                              | [ 11 ]                                          |
| 2013 | | 1,000                              | [ 11 ]                                          |
| 2014 | | 1,000                              | [ 11 ]                                          |
| 2015 | Fight For Love: Iba-Iba. Sama-Sama (tdl. ‘Diversos, Unidos’)                                                          | 2,000                              | [ 7 ]                                           |
| 2016 | Let Love In. Kahit Kanino, Kahit Kailan. (tdl. ‘A quien sea, cuando sea’)                                             | 5,000                              | [ 7 ] [ 11 ]                                    |
| 2017 | | 8,000                              | [ 11 ]                                          |
| 2018 | | 25,000                             | [ 11 ]                                          |
| 2019 | | 70,000                             | [ 13 ]                                          |
| 2020 | SULONG! Wag Patinag! (tdl. ‘¡Adelante! No titubees.’)                                                                 |                                    | Evento virtual debido a la pandemia de COVID-19 |
| 2021 | SULONG, VAKLASH (tdl. ‘¡Adelante! Bakla/Break-off’)                                                                   |                                    | Evento virtual debido a la pandemia de COVID-19 |
| 2022 | AtinAngKulayaan: Makibeki Ngayon, Atin ang Panahon! (tdl. ‘¡Nuestra independencia: lucha ahora, es nuestro momento!’) | 29,000                             | [ 9 ] [ 14 ]                                    |
| 2023 | Tayo ang Kulayaan! Samot-saring Lakas, Sama-sama sa Landas!                                                           |                                    | [ 15 ]                                          |
| 2024 | | [ 16 ]                             |                                                 |